# Program sdílení jaderných zbraní

Zóna bez jaderných zbraní
Státy vlastnící jaderné zbraně
Nuclear sharing
Jiné NPT země

Sdílení jaderných zbraní je konceptem politiky jaderného odstrašování NATO, který umožňuje členským zemím bez vlastních jaderných zbraní podílet se na plánování použití jaderných zbraní NATO. Zejména stanoví, že se ozbrojené síly těchto zemí zapojí do přepravy jaderných zbraní na místo jejich výbuchu v případě jejich použití.
V rámci sdílení jaderných zbraní provádějí zúčastněné země konzultace a přijímají společná rozhodnutí o politice jaderných zbraní, udržují technické vybavení (zejména jaderné bombardéry) potřebné pro použití jaderných zbraní a skladují jaderné zbraně na svém území. V případě války Spojené státy sdělily spojencům NATO, že smlouva o nešíření jaderných zbraní (NPT) již nebude platit.

## NATO
| Stát                | Základna      | Odhadováno |
| ------------------- | ------------- | ---------- |
| Belgické království | Kleine Brogel | 20         |
| Německo             | Büchel        | 20         |
| Itálie              | Aviano        | 20         |
| Itálie              | Ghedi         | 20         |
| Nizozemsko          | Volkel        | 20         |
| Turecko             | Incirlik      | 20         |
|                     |               | 100        |

Je známo, že ze tří jaderných mocností v NATO (Francie, Spojené království a Spojené státy) poskytly zbraně pro sdílení jaderných zbraní  pouze Spojené státy. Od listopadu 2009 Belgie, Německo, Itálie, Nizozemsko a Turecko hostí americké jaderné zbraně jako součást politiky NATO pro sdílení jaderných zbraní. Kanada hostila zbraně pod kontrolou North American Aerospace Defense Command (NORAD), spíše než NATO, až do roku 1984, a Řecko až do roku 2001. Spojené království také obdrželo do roku 1992 americké taktické jaderné zbraně, jako je jaderné dělostřelectvo a střely Lance, i když je Spojené království samo o sobě státem s jadernými zbraněmi; ty byly nasazeny hlavně v Německu.
V době míru jsou jaderné zbraně uložené v nejaderných zemích střeženy personálem letectva Spojených států (USAF) a dříve bylo některé jaderné dělostřelectvo a raketové systémy střeženo personálem armády Spojených států (USA); kódy permisivního akčního spojení (PAL) potřebné pro jejich aktivaci zůstávají pod americkou kontrolou. V případě války mají být zbraně namontovány na válečná letadla zúčastněných zemí. Zbraně jsou pod opatrováním a kontrolou eskadron podpory munice USAF, které jsou umístěny na hlavních operačních základnách NATO a které spolupracují se silami hostitelské země.

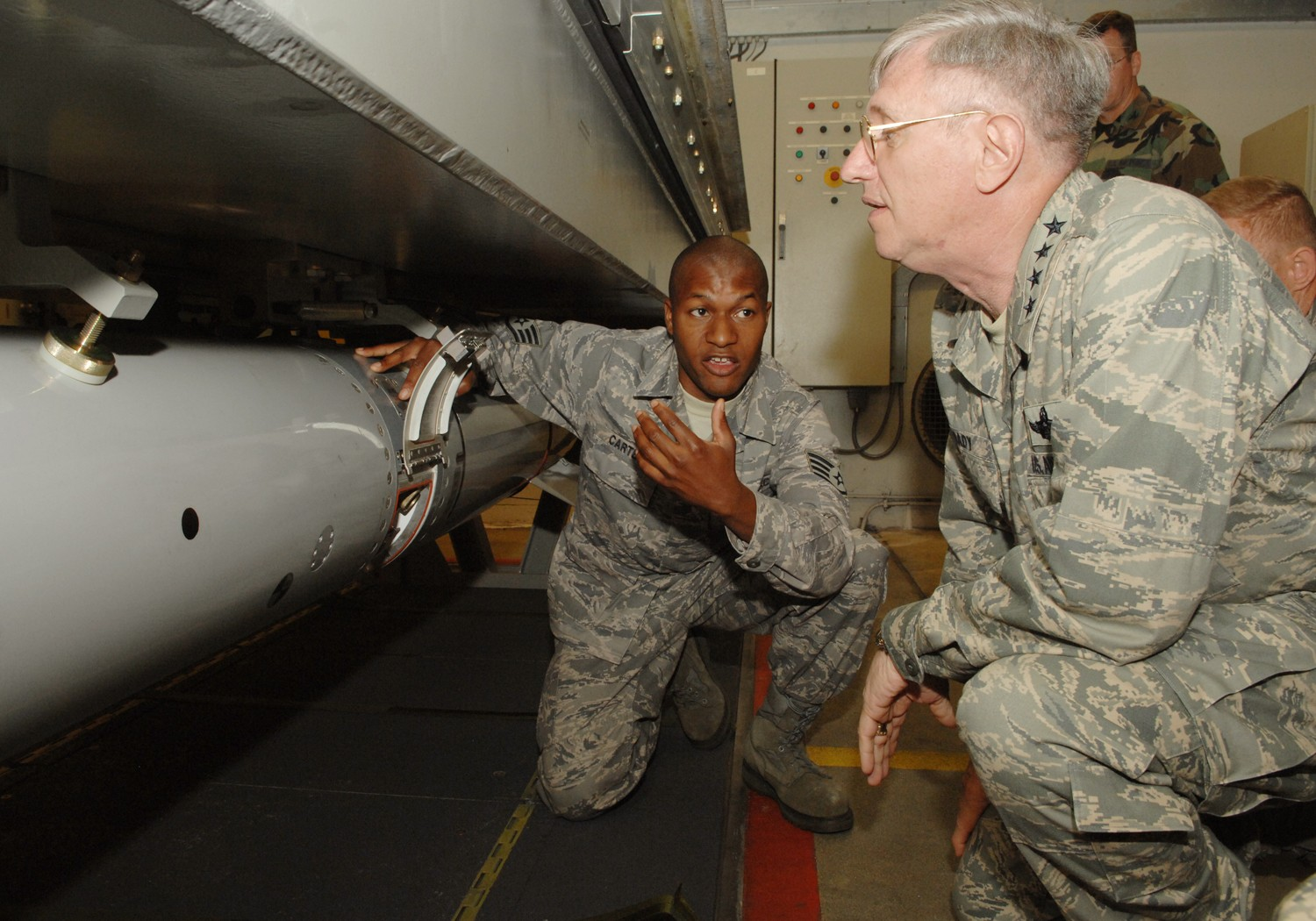
Americký systém skladování jaderných zbraní na letecké základně Volkel pro skladování zbraní pro dodávky nizozemským Royal Air Force F-16.

Předpokládá se, že od roku 2021 bude v Evropě v rámci dohody o sdílení jaderných zbraní rozmístěno 100 taktických jaderných bomb B61. Zbraně jsou uloženy v trezoru v tvrzených úkrytech pro letadla s využitím systému uložení a zabezpečení zbraní USAF WS3. Používanými dopravními letouny jsou F-16 a Panavia Tornada.

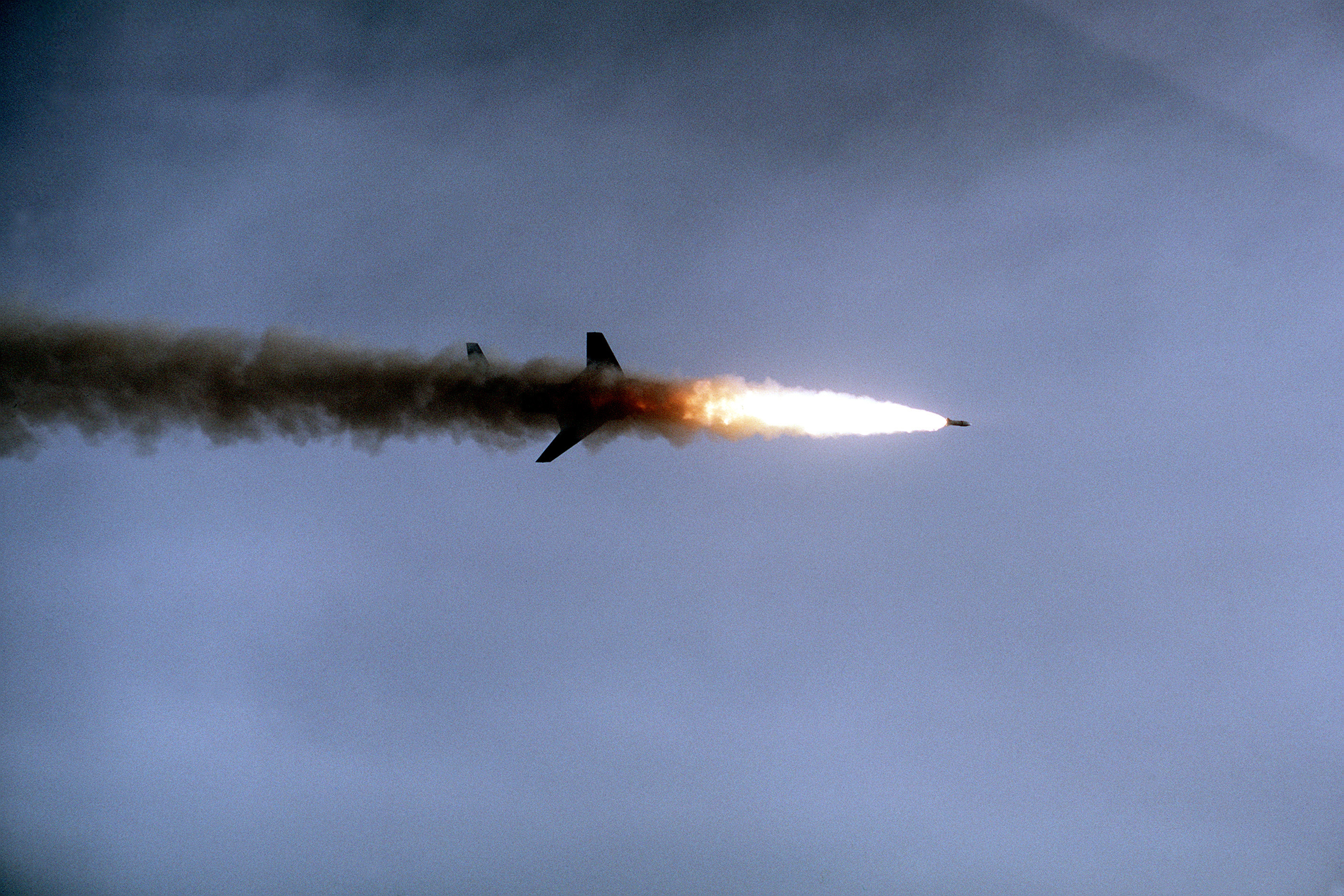
Kanadský CF-101B přidělený k NORAD, odpalující inertní verzi jaderné střely vzduch-vzduch AIR-2 Genie v roce 1982

Historicky nebyly sdílené nosiče jaderných zbraní omezeny na bomby. Řecko používalo střely Nike-Hercules a také útočné letouny A-7 Corsair II. Kanada měla jaderné protiletadlové střely Bomarc, střely země-země Honest John a jadernou raketu vzduch-vzduch AIR-2 Genie a také taktické jaderné bomby pro stíhačku CF-104.   Balistické střely středního doletu PGM-19 Jupiter byly sdíleny s jednotkami italského letectva a tureckými jednotkami s americkými systémy s dvojitým klíčem, které umožňovaly použití hlavic. Balistické střely středního doletu PGM-17 Thor byly rozmístěny do Spojeného království s posádkami RAF. Rozšířená verze jaderného sdílení, Multilaterální síly NATO, byl plán vybavit hladinové lodě členských států NATO raketami UGM-27 Polaris, ale Spojené království nakonec rakety Polaris nezakoupilo a použilo vlastní hlavice a plán vybavit Povrchové lodě NATO byl opuštěn. Po rozpadu Sovětského svazu byly typy jaderných zbraní sdílených v rámci NATO zredukovány na taktické jaderné bomby roznášené letadly dvojího určení - Dual-Capable Aircraft (DCA). Podle tisku se východoevropské členské státy NATO bránily stažení sdílených jaderných bomb z Evropy v obavě, že by to ukázalo oslabení závazku USA bránit Evropu proti Rusku.
V Itálii jsou bomby B61 uloženy na letecké základně Ghedi a na letecké základně Aviano. Podle bývalého italského prezidenta Francesca Cossigy italské plány odvety během studené války spočívaly v zacílení jaderných zbraní v Československu a Maďarsku v případě, že Sovětský svaz povede jadernou válku proti NATO.  Přiznal přítomnost amerických jaderných zbraní v Itálii a spekuloval o možné přítomnosti britských a francouzských jaderných zbraní.
Jediná německá jaderná základna se nachází na letecké základně Büchel nedaleko hranic s Lucemburskem. Základna má 11 ochranných leteckých krytů (PAS) vybavených trezory WS3 pro skladování jaderných zbraní, každý s maximální kapacitou 44 jaderných bomb B61. Na základně je uloženo 20 pum B61 pro dodání německými bombardéry Tornado IDS PA-200  letky JaBoG 33. Do roku 2024 mají být německá letadla Tornado IDS vyřazena a není jasné, jakou roli sdílení jaderných zbraní, pokud vůbec nějakou, si Německo poté zachová. V roce 2022, po ruské invazi na Ukrajinu, Německo oznámilo, že nakoupí 35 F-35, aby nahradilo Tornado v jeho roli sdílení jaderných zbraní. Dne 10. června 2013 bývalý nizozemský premiér Ruud Lubbers potvrdil existenci 22 sdílených jaderných bomb na letecké základně Volkel. To se neúmyslně znovu potvrdilo v červnu 2019, kdy byl objeven veřejný návrh zprávy pro Parlamentní shromáždění NATO, který odkazuje na existenci amerických jaderných zbraní ve Volkelu, stejně jako na umístění v Belgii, Itálii, Německu a Turecku. Nová verze zprávy byla vydána 11. července 2019 bez odkazu na umístění zbraní.
V roce 2017 kvůli stále nestabilnějším vztahům mezi Spojenými státy a Tureckem bylo navrženo, aby Spojené státy zvážily odstranění 50 taktických jaderných zbraní uložených v zemi. 
Přítomnost amerických jaderných zbraní v Turecku získala zvýšenou pozornost veřejnosti v říjnu 2019 se zhoršením vztahů mezi oběma národy po turecké vojenské invazi do Sýrie.
V roce 2022, po ruské invazi na Ukrajinu, se objevily zprávy o možném zařazení Polska do programu jaderného sdílení NATO.

## Seznam zbraní
Aktuální:
- Jaderná bomba B61 (Belgie, Německo, Itálie, Nizozemsko a Turecko)

Bývalé:
- AIR-2 Genie (Kanada)

- Jaderná bomba B57 (Kanada,Spojené království a Západní Německo)

- Jaderná bomba B28 (Kanada a Spojené království)

- Jaderná bomba B43 (Kanada, Spojené království)

- Jaderná bomba B61 (Řecko)

- Pozemní střela BGM-109G (Belgie, Itálie,  Nizozemsko, Spojené království a Západní Německo)

- CIM-10 Bomarc (Kanada)

- Jaderná bomba Mark 7 (Spojené království)

- Mk 101 Lulu ( Nizozemsko a Spojené království)

- MGR-1 Honest John (Belgie, Kanada, Řecko, Itálie,  Nizozemsko, Turecko, Spojené království a Západní Německo)

- MGM-1 Matador (Západní Německo)

- MGM-5 Corporal (Spojené království)

- MGM-29 Sergeant (Západní Německo)

- MGM-52 Lance (Belgie, Itálie,  Nizozemsko, Spojené království a Západní Německo)

- MIM-14 Nike Hercules (Belgie, Řecko, Itálie,  Nizozemsko, Turecko a Západní Německo)

- Pershing 1 (Západní Německo)

- Pershing 1a (Západní Německo)

- PGM-17 Thor (Spojené království)

- PGM-19 Jupiter (Itálie a Turecko)

- UGM-27 Polaris (Itálie)

- Dělostřelecké granáty W33 a W48 (Kanada, Belgie, Řecko, Itálie,  Nizozemsko, Turecko, Spojené království a Západní Německo)

## Úvahy o smlouvě o nešíření jaderných zbraní
Jak Hnutí nezúčastněných, tak kritici v rámci NATO se domnívají, že sdílení jaderných zbraní NATO porušuje články I a II Smlouvy o nešíření jaderných zbraní (NPT), které zakazují převod a přijetí přímé či nepřímé kontroly nad jadernými zbraněmi. [zdroj?] Spojené státy trvají na tom, že jejich síly ovládají zbraně a že žádný převod jaderných bomb nebo kontrola nad nimi není zamýšlena, „pokud a dokud nebylo učiněno rozhodnutí jít do války, kterou by NPT již nekontrolovala“, takže tam není porušením NPT. Piloti a další zaměstnanci „nejaderných“ zemí NATO však cvičí manipulaci s americkými jadernými bombami a jejich doručování a neamerická válečná letadla byla přizpůsobena k doručování amerických jaderných bomb, což zahrnovalo přenos některých technických informací o jaderných zbraních. I když je argument USA považován za právně správný, někteří tvrdí, že takové mírové operace se zdají být v rozporu s cílem i duchem NPT.
V podstatě všechny přípravy na vedení jaderné války již provedly státy, které údajně nemají jaderné zbraně.
```
Existují obavy, že toto ujednání podkopává a možná je v rozporu s články I a II NPT. Podle amerických právníků je předání kontroly legální, protože při vypuknutí „všeobecné války“ NPT selhala ve svém účelu a lze ji považovat za již nekontrolující. Toto uspořádání bylo koncipováno na počátku až do poloviny 60. let 20. století s cílem omezit šíření. Je diskutabilní, že několik evropských zemí včetně Německa bylo přesvědčeno, aby se samy nestaly jadernými státy kvůli jadernému deštníku NATO. Ujednání o sdílení jaderných zbraní, které mohlo mít určitou logiku ve světě před NPT a ve světě studené války, je však nyní zdrojem oslabení NPT, protože nabízí zdůvodnění dalším státům, aby prováděly podobný program. Program NATO sdílení jaderných zbraní by nyní mohl být použit jako záminka ze strany Číny, Pákistánu nebo jakéhokoli jiného jaderně vyzbrojeného státu k vytvoření podobného uspořádání. Představte si, že by Čína nabídla takové uspořádání, aby přesvědčila Severní Koreu, aby se vzdala svých jaderných ambicí. Nebo kdyby Pákistán provedl sdílení jaderných zbraní se Saúdskou Arábií nebo Íránem. Takový vývoj by byl vnímán jako ohrožení bezpečnosti v severní Asii nebo na Středním východě a dokonce jako přímé ohrožení NATO. Přesto, zatímco ujednání NATO zůstávají v platnosti, členové NATO by měli jen málo platných důvodů ke stížnosti. Výbor by měl doporučit okamžité ukončení dohod NATO o sdílení jaderných zbraní.
[
36
]
```

```
— Důkazy předložené Výboru pro obranu Dolní sněmovny (parlament Spojeného království), Budoucnost NATO a evropské obrany (4. března 2008) (str. Ev 80, odst. 50–51)
```

V době vyjednávání NPT byly dohody NATO o sdílení jaderných zbraní tajné. Tyto dohody byly sděleny některým státům, včetně Sovětského svazu, které smlouvu vyjednávaly, spolu s argumenty NATO pro to, aby je nepovažovaly za proliferaci. Většina států, které podepsaly NPT v roce 1968, by v té době o těchto dohodách a výkladech nevěděla.